# Beatriz de los Países Bajos
Beatriz de los Países Bajos (nacida Beatrix Wilhelmina Armgard; Baarn, 31 de enero de 1938) ha sido monarca del Reino de los Países Bajos desde el 30 de abril de 1980 hasta su abdicación el 30 de abril de 2013, cuando le sucedió su hijo Guillermo Alejandro, momento en que retomó el título de princesa de los Países Bajos, princesa de Orange-Nassau y princesa de Lippe-Biesterfeld. Alcanzó el récord de longevidad como soberana de los Países Bajos.

## Biografía

### Nacimiento
Beatriz nació el 31 de enero de 1938 en el Palacio de Soestdijk en Baarn (Países Bajos) siendo la primera hija de la reina Juliana y el príncipe Bernardo de Lippe-Biesterferd.

### Bautismo
Fue bautizada el 12 de mayo de 1938 en la iglesia Grote de Sint-Jacobskerk de La Haya.
Sus padrinos fueron el rey Leopoldo III de Bélgica, el duque Adolfo de Mecklemburgo-Schwerin (hermano del príncipe Enrique, su abuelo materno), la princesa Alicia, condesa de Athlone y Allene, condesa de Kotzebue.

### Nombres
- Beatriz: por elección propia de sus padres
- Guillermina: en honor a su abuela materna la reina Guillermina
- Armgard: en honor a su abuela paterna Armgard de Sierstorpff-Cramm

### Familia
Es descendiente directa de Sofía, electora de Hannover, a través de su nieta Ana, princesa real (1709-1759). Al ser descendiente de Sofía podría reclamar la nacionalidad británica basada en el Acta de Naturalización de Sofía de 1705, ya que nació antes de que fuera abolida en 1948.

#### Hermanas
- Princesa Irene de los Países Bajos (5 de agosto de 1939-)
- Princesa Margarita de los Países Bajos (19 de enero de 1943-)
- Princesa Cristina de los Países Bajos (18 de febrero de 1947-16 de agosto de 2019)

### Infancia
Cuando Beatriz era niña, la familia real neerlandesa tuvo que huir cuando Alemania invadió Países Bajos al comienzo de la Segunda Guerra Mundial, trasladándose al Reino Unido en mayo de 1940 y posteriormente a Ottawa, Canadá. Durante su exilio vivió en una residencia de Stornoway, la residencia oficial del líder de la oposición en Canadá. Asistió a la escuela pública Rockcliffe Park.

### Educación
Mientras se encontraba en Canadá, la princesa Beatriz asistió a la guardería y a la escuela primaria. A su regreso a los Países Bajos, continuó su educación primaria en De Werkplaats (La Factoría), una escuela progresista en Bilthoven. En abril de 1950, se matriculó en el Incrementum, una parte del Baarnsch Lyceum, donde en 1956 se graduó en artes y clásicos.
El 31 de enero de 1956, la princesa celebró su 18.º cumpleaños. Desde esa fecha, según la Constitución de los Países Bajos, debía estar preparada para asumir su posición real, llegado el momento. En ese momento su madre la envió al Consejo de Estado. La princesa Beatriz comenzó sus estudios universitarios ese mismo año en la Universidad de Leiden. En su primer año en la universidad asistió a cursos de sociología, jurisprudencia, economía, historia política y Derecho constitucional. A lo largo de sus estudios también asistió a cursos sobre la cultura de Surinam y las Antillas Neerlandesas, la Constitución de los Países Bajos, asuntos internacionales, historia y derecho europeo. Mientras se encontraba en la universidad, la princesa visitó varias organizaciones europeas e internacionales en Ginebra, Estrasburgo, París y Bruselas. También fue una socia activa de las Mujeres de Leiden, una asociación estudiantil. En verano de 1959 superó su examen preliminar en la carrera de Derecho, obteniendo su título en julio de 1961.

## Princesa heredera de los Países Bajos
El 4 de septiembre de 1948 su abuela la reina Guillermina de los Países Bajos abdicó a favor de su hija Juliana. Beatriz se convirtió así en la heredera del trono neerlandés.

### Función pública
Su aparición en la escena pública fue casi inmediatamente marcada por la controversia. En 1965 la princesa Beatriz se comprometió con el aristócrata alemán Claus von Amsberg, un diplomático que trabajaba para el ministerio de Exteriores de Alemania. Su matrimonio provocó manifestaciones y protestas en el día de la boda el 10 de marzo en Ámsterdam, provocadas porque el príncipe Claus había servido en las Juventudes Hitlerianas y en la Wehrmacht y por lo tanto, una parte de la población neerlandesa lo asociaba con el nazismo alemán. Entre las protestas surgió el memorable eslogan Quiero que me devuelvan mi bicicleta, una referencia al periodo de ocupación alemana durante la Segunda Guerra Mundial, cuando los soldados ocupantes confiscaron las bicicletas neerlandesas. Una bomba de humo fue arrojada contra el carruaje nacional por un grupo de alborotadores, provocando un violento enfrentamiento con la policía. Sin embargo, a medida que pasaba el tiempo, el príncipe Claus se convirtió en uno de los miembros más populares de la familia real neerlandesa y su muerte en el año 2002 fue muy lamentada.
Nuevos disturbios se produjeron el 30 de abril de 1980, durante la investidura (los soberanos de los Países Bajos no son coronados como tales[cita requerida]) de la reina Beatriz. Algunas personas, principalmente anarquistas, utilizaron la ocasión para protestar contra las malas condiciones para encontrar hogar en los Países Bajos y contra la monarquía en general. Los choques con la policía y las fuerzas de seguridad fueron brutales y violentos. Estos incidentes se reflejarían en la literatura contemporánea neerlandesa, como en los libros de A.F. Th van der Heijden.

## Matrimonio y descendencia

### Noviazgo
Beatriz y el diplomático alemán Claus von Amsberg se conocieron en la fiesta preboda de la princesa Tatiana de Sayn-Wittgenstein-Berleburg (1940) y el príncipe-conde Mauricio de Hesse y Saboya (1926-2013), en Giessen (Alemania) durante el verano de 1964.

### Compromiso
El 28 de junio de 1965 se anunció su compromiso con Claus von Amsberg. Tras la aprobación del Parlamento del matrimonio Claus se convirtió en ciudadano neerlandés.

### Boda
Se casaron el 10 de marzo de 1966 en dos ceremonias: una civil, en el Amsterdam City Hall y otra religiosa en la iglesia de Westerkerk. La princesa llevaba un vestido diseñado por Caroline Bergé-Farwick de Maison Linette y en la cabeza lucía la tiara de Württemberg.
Las damas de honor de la ceremonia fueron: la princesa Cristina de los Países Bajos, la princesa Cristina de Suecia, la señora Elisabeth Anson, Joanna Roëll, Eugénie Loudon y la hermana del novio, Christina von Amsberg. Los pajes fueron: Joachim Jencquel y Markus von Oeynhausen-Sierstorpff.

### Hijos
- Guillermo Alejandro (27 de abril de 1967) rey de los Países Bajos desde el 30 de abril de 2013
- Juan Friso (25 de septiembre de 1968-12 de agosto de 2013)
- Constantino Cristóbal (11 de octubre de 1969)

### Nietos
- La princesa Catalina Amalia de los Países Bajos, princesa de Orange.
- La princesa Alexia de los Países Bajos.
- La princesa Ariane de los Países Bajos.
- La condesa Eloísa de Orange-Nassau, Jonkvrouwe van Ambserg (señora de Amsberg).
- El conde Nicolás Casimiro de Orange-Nassau, Jonkheer van Amsberg (señor de Amsberg).
- La condesa Leonor de Orange-Nassau, Jonkvrouwe van Amsberg (señora de Amsberg).
- La condesa Luana de Orange-Nassau, Jonkvrouwe van Amsberg (señora de Amsberg).
- La condesa Zaria de Orange-Nassau, Jonkvrouwe van Amsberg (señora de Amsberg)

## Reina de los Países Bajos

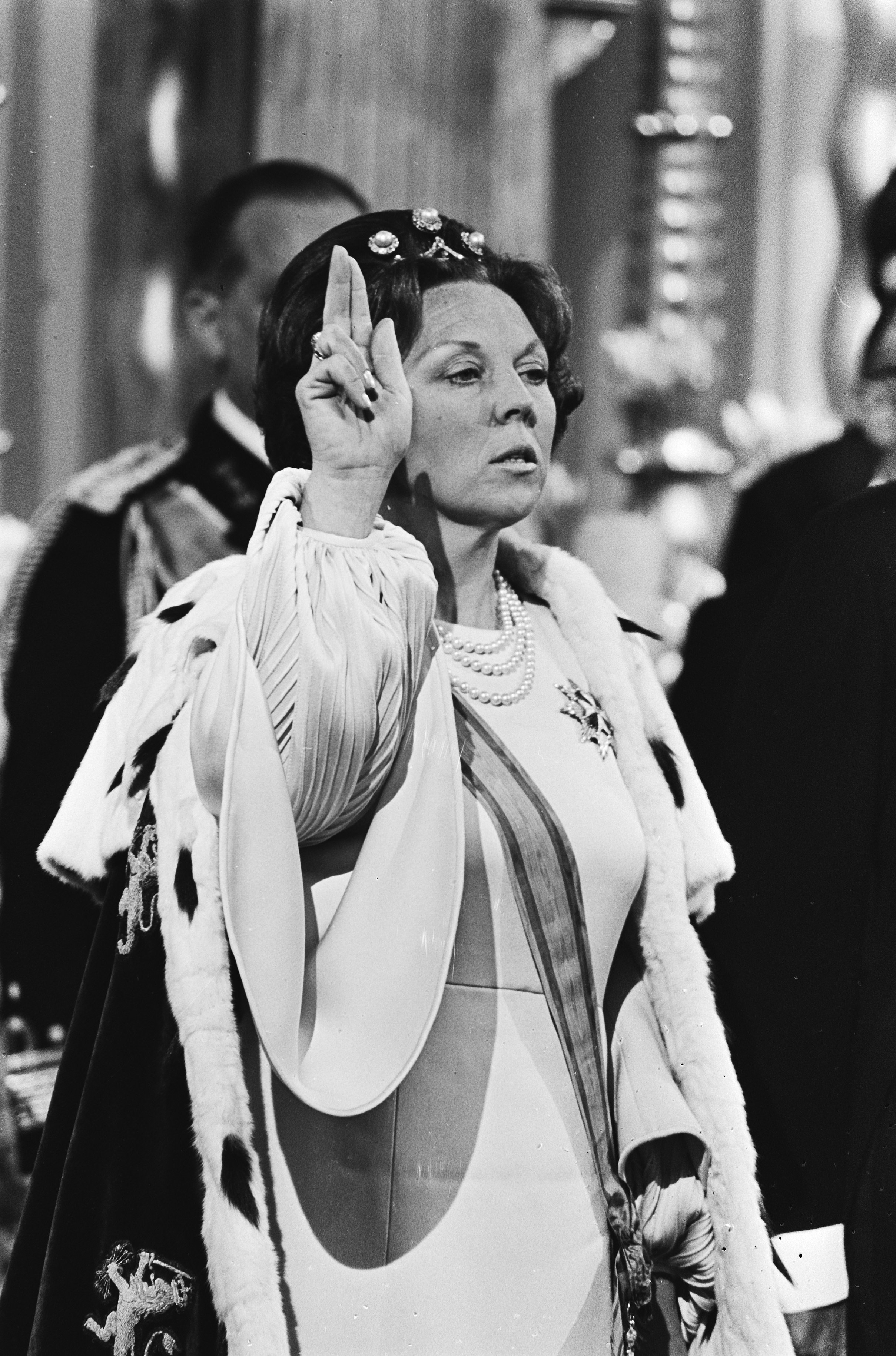
Beatriz durante su proclamación como reina en la Nueva Iglesia.

El 30 de abril de 1980 Beatriz subió al trono tras la abdicación de su madre, la reina Juliana. Asumió su papel como reina con más formalidad y profesionalidad que su madre. Aunque la monarquía neerlandesa conservó su popularidad, en los últimos tiempos de su reinado muchos medios de comunicación comenzaron a publicar críticas a la familia real, publicando muchas historias escandalosas similares a las que han afectado a la monarquía británica en las últimas décadas. A comienzos del siglo XXI muchos neerlandeses pasaron a considerar la monarquía más como un símbolo estético que como una institución que juega un papel importante en la sociedad neerlandesa, circunstancia que llevó a la reina Beatriz a considerar prioritario conservar la imagen de la monarquía como una institución moderna y eficiente, y sobre todo, en sintonía con los deseos del pueblo neerlandés.
Como reina, Beatriz dispuso de mayor poder que la mayoría de los monarcas europeos contemporáneos. En temas nacionales prácticamente no se pronunció políticamente, sin embargo, sí destacó su labor en las relaciones internacionales. En una ocasión amenazó con destituir a un ministro del gobierno si rechazaba su petición de abrir una embajada neerlandesa en Jordania.
El 6 de octubre de 2002 el príncipe Nicolás, esposo de la reina, murió después de una larga enfermedad. Un año y medio después su madre, la reina Juliana, falleció después de una larga lucha contra la demencia senil, mientras su padre, el príncipe Bernardo sucumbía de cáncer en diciembre de 2004.
La reina Beatriz raramente fue mencionada directamente en la prensa, ya que el servicio de información del gobierno (Rijksvoorlichtingsdienst) condiciona las entrevistas a que no se cite expresamente al monarca neerlandés. Esta costumbre fue introducida poco después de la inauguración de este servicio, supuestamente para proteger la Corona de complicaciones políticas que pudieran surgir de expresiones “fuera de contexto”. Sin embargo, esta norma no es de aplicación al heredero.
El 8 de febrero de 2005 Beatriz recibió un doctorado honorario de la Universidad de Leiden. En un gesto extraordinario, lo aceptó, ya que no solía hacerlo con este tipo de distinciones. En su discurso reflejó su período como reina durante 25 años. El discurso fue retransmitido en directo.
Durante mucho tiempo ha sido miembro del Club de Roma y del Grupo Bilderberg.
El 29 de abril y el 30 de abril de 2005 celebró el 25º aniversario de su reinado. Fue entrevistada en la televisión neerlandesa, se celebró un concierto en Dam Square en Ámsterdam y hubo una gran celebración en La Haya, la sede del gobierno del país.
El 30 de abril de 2009, junto a varios miembros de la Familia Real, en el que se encontraba el actual rey, fue testigo del atentado en Apeldoorn, y del pánico que se produjo el 4 de mayo de 2010 durante la ceremonia en memoria de las víctimas de la Segunda Guerra Mundial en Ámsterdam. Estos dos sucesos conmocionaron a la reina que, a pesar de salir ilesa, precipitaron la decisión de abdicar.[cita requerida]
El 28 de enero de 2013 anunció su decisión de abdicar el 30 de abril en favor del heredero, su hijo el príncipe Guillermo Alejandro de los Países Bajos.
La Casa Real informó en un comunicado los cambios que esto implicaría.

Su Alteza Real (S.A.R.) el príncipe de Orange será, a partir del momento de la abdicación, el rey Guillermo Alejandro
 S.A.R. la princesa Máxima de los Países Bajos será desde ese momento la reina Máxima. El tratamiento de ambos será de Majestad. La reina Beatriz, a partir de la abdicación, será llamada «Su Alteza Real, la princesa Beatriz de los Países Bajos, princesa de Orange-Nassau, etc.». Una vez el príncipe de Orange acceda al trono su primogénita, S.A.R. la princesa Catalina Amalia, la primera en la línea de sucesión y por lo tanto la heredera. Será a partir de ese momento la princesa de Orange (Artículo 7.º de la Ley de Membresía de la Casa Real).
 Los títulos y nombres de los demás miembros de la Familia Real permanecerán inalterados tras la abdicación de la reina Beatriz. Lo que sí cambia es la composición de la Casa Real y la lista de sucesión. A partir del momento de la abdicación, comienza la línea de sucesión de Su Majestad el rey: S.A.R. la princesa de Orange, S.A.R. la princesa Alexia y S.A.R. la princesa Ariane. Prosiguen sucesivamente S.A.R. el príncipe Constantino y sus hijos, y finalmente S.A.R. la princesa Margarita como potenciales herederos.
En el instante de la abdicación, los hijos de S.A.R. la princesa Margarita y el profesor Pedro de Vollenhoven no serán candidatos al trono. Tampoco seguirán siendo miembros de la Familia Real.

Primeros ministros 
- Dries van Agt (1977-1982).
- Ruud Lubbers (1982-1994).
- Wim Kok (1994-2002).
- Jan Peter Balkenende (2002-2010).
- Mark Rutte (2010-2013).

### Abdicación
El 30 de abril de 2013, 33.er aniversario de su investidura real, se produjo su abdicación a favor de su hijo y heredero, que decidió acceder al trono con el nombre de Guillermo Alejandro en vez de Guillermo IV como se esperaba. La reina, una vez convertida en princesa Beatriz de los Países Bajos ha trasladado su residencia al Castillo de Drakensteyn en Lage Vuursche, cerca de Utrecht el 4 de febrero de 2014.
Alcanzó el récord de longevidad como soberana y su abdicación puso fin a más de 122 años de reinados de mujeres en los Países Bajos, que comenzaron con el ascenso de su abuela Guillermina, en 1890, y terminaron con su propia renuncia en 2013, siendo este el período más largo en cualquier monarquía mundial en que la corona fue portada exclusiva e ininterrumpidamente por mujeres.

## Títulos
| ● 31 de enero de 1938-30 de abril de 1980: | Su alteza real la princesa Beatriz de los Países Bajos, princesa de Orange-Nassau y de Lippe-Biesterfeld |
| ● 30 de abril de 1980-30 de abril de 2013: | Su majestad la reina de los Países Bajos                                                                 |
| ● 30 de abril de 2013-presente:            | Su alteza real la princesa Beatriz de los Países Bajos, princesa de Orange-Nassau y de Lippe-Biesterfeld |

## Ancestros
|  |                                                               |  |  |  |  |  |  |  |  |  |  |  |  |  |  |  |
|  | 16. Conde Julio Pedro de Lippe-Biesterfeld                    |  |  |  |  |  |  |  |  |  |  |  |  |  |  |  |
|  |                                                               |  |  |  |  |  |  |  |  |  |  |  |  |  |  |  |
|  |                                                               |  |  |  |  |  |  |  |  |  |  |  |  |  |  |  |
|  | 8. Conde Ernesto II de Lippe-Biesterfeld                      |  |  |  |  |  |  |  |  |  |  |  |  |  |  |  |
|  |                                                               |  |  |  |  |  |  |  |  |  |  |  |  |  |  |  |
|  |                                                               |  |  |  |  |  |  |  |  |  |  |  |  |  |  |  |
|  | 17. Condesa Adelaida Clotilde de Castell-Castell              |  |  |  |  |  |  |  |  |  |  |  |  |  |  |  |
|  |                                                               |  |  |  |  |  |  |  |  |  |  |  |  |  |  |  |
|  |                                                               |  |  |  |  |  |  |  |  |  |  |  |  |  |  |  |
|  | 4. Príncipe Bernardo Casimiro de Lippe-Biesterfeld            |  |  |  |  |  |  |  |  |  |  |  |  |  |  |  |
|  |                                                               |  |  |  |  |  |  |  |  |  |  |  |  |  |  |  |
|  |                                                               |  |  |  |  |  |  |  |  |  |  |  |  |  |  |  |
|  | 18. Conde Leopoldo Otón de Wartensleben                       |  |  |  |  |  |  |  |  |  |  |  |  |  |  |  |
|  |                                                               |  |  |  |  |  |  |  |  |  |  |  |  |  |  |  |
|  |                                                               |  |  |  |  |  |  |  |  |  |  |  |  |  |  |  |
|  | 9. Condesa Carolina Federica de Wartensleben                  |  |  |  |  |  |  |  |  |  |  |  |  |  |  |  |
|  |                                                               |  |  |  |  |  |  |  |  |  |  |  |  |  |  |  |
|  |                                                               |  |  |  |  |  |  |  |  |  |  |  |  |  |  |  |
|  | 19. Condesa Matilde Halbach-Bohlen                            |  |  |  |  |  |  |  |  |  |  |  |  |  |  |  |
|  |                                                               |  |  |  |  |  |  |  |  |  |  |  |  |  |  |  |
|  |                                                               |  |  |  |  |  |  |  |  |  |  |  |  |  |  |  |
|  | 2. Príncipe Bernardo Leopoldo de Lippe-Biesterfeld            |  |  |  |  |  |  |  |  |  |  |  |  |  |  |  |
|  |                                                               |  |  |  |  |  |  |  |  |  |  |  |  |  |  |  |
|  |                                                               |  |  |  |  |  |  |  |  |  |  |  |  |  |  |  |
|  | 20. Barón Wolfgang Adolfo de Cramm                            |  |  |  |  |  |  |  |  |  |  |  |  |  |  |  |
|  |                                                               |  |  |  |  |  |  |  |  |  |  |  |  |  |  |  |
|  |                                                               |  |  |  |  |  |  |  |  |  |  |  |  |  |  |  |
|  | 10. Barón Aschwin Thedel de Sierstorpff-Cramm                 |  |  |  |  |  |  |  |  |  |  |  |  |  |  |  |
|  |                                                               |  |  |  |  |  |  |  |  |  |  |  |  |  |  |  |
|  |                                                               |  |  |  |  |  |  |  |  |  |  |  |  |  |  |  |
|  | 21. Eduvigis de Cramm                                         |  |  |  |  |  |  |  |  |  |  |  |  |  |  |  |
|  |                                                               |  |  |  |  |  |  |  |  |  |  |  |  |  |  |  |
|  |                                                               |  |  |  |  |  |  |  |  |  |  |  |  |  |  |  |
|  | 5. Armgard Kunigunde de Sierstorpff-Cramm                     |  |  |  |  |  |  |  |  |  |  |  |  |  |  |  |
|  |                                                               |  |  |  |  |  |  |  |  |  |  |  |  |  |  |  |
|  |                                                               |  |  |  |  |  |  |  |  |  |  |  |  |  |  |  |
|  | 22. Conde Ernesto Mauricio de Sierstorpff-Driburg             |  |  |  |  |  |  |  |  |  |  |  |  |  |  |  |
|  |                                                               |  |  |  |  |  |  |  |  |  |  |  |  |  |  |  |
|  |                                                               |  |  |  |  |  |  |  |  |  |  |  |  |  |  |  |
|  | 11. Baronesa Sofía Eduvigis de Sierstorpff-Driburg            |  |  |  |  |  |  |  |  |  |  |  |  |  |  |  |
|  |                                                               |  |  |  |  |  |  |  |  |  |  |  |  |  |  |  |
|  |                                                               |  |  |  |  |  |  |  |  |  |  |  |  |  |  |  |
|  | 23. Baronesa Clara Carolina de Vincke                         |  |  |  |  |  |  |  |  |  |  |  |  |  |  |  |
|  |                                                               |  |  |  |  |  |  |  |  |  |  |  |  |  |  |  |
|  |                                                               |  |  |  |  |  |  |  |  |  |  |  |  |  |  |  |
|  | 1. Reina Beatriz de los Países Bajos                          |  |  |  |  |  |  |  |  |  |  |  |  |  |  |  |
|  |                                                               |  |  |  |  |  |  |  |  |  |  |  |  |  |  |  |
|  |                                                               |  |  |  |  |  |  |  |  |  |  |  |  |  |  |  |
|  | 24. Gran Duque Pablo Federico de Mecklemburgo-Schwerin        |  |  |  |  |  |  |  |  |  |  |  |  |  |  |  |
|  |                                                               |  |  |  |  |  |  |  |  |  |  |  |  |  |  |  |
|  |                                                               |  |  |  |  |  |  |  |  |  |  |  |  |  |  |  |
|  | 12. Gran Duque Federico Francisco II de Mecklemburgo-Schwerin |  |  |  |  |  |  |  |  |  |  |  |  |  |  |  |
|  |                                                               |  |  |  |  |  |  |  |  |  |  |  |  |  |  |  |
|  |                                                               |  |  |  |  |  |  |  |  |  |  |  |  |  |  |  |
|  | 25. Princesa Alejandrina María de Prusia                      |  |  |  |  |  |  |  |  |  |  |  |  |  |  |  |
|  |                                                               |  |  |  |  |  |  |  |  |  |  |  |  |  |  |  |
|  |                                                               |  |  |  |  |  |  |  |  |  |  |  |  |  |  |  |
|  | 6. Duquer Enrique de Mecklemburgo-Schwerin                    |  |  |  |  |  |  |  |  |  |  |  |  |  |  |  |
|  |                                                               |  |  |  |  |  |  |  |  |  |  |  |  |  |  |  |
|  |                                                               |  |  |  |  |  |  |  |  |  |  |  |  |  |  |  |
|  | 26. Príncipe Adolfo de Schwarzburg-Rudolstadt                 |  |  |  |  |  |  |  |  |  |  |  |  |  |  |  |
|  |                                                               |  |  |  |  |  |  |  |  |  |  |  |  |  |  |  |
|  |                                                               |  |  |  |  |  |  |  |  |  |  |  |  |  |  |  |
|  | 13. Princesa María Carolina de Schwarzburg-Rudolstadt         |  |  |  |  |  |  |  |  |  |  |  |  |  |  |  |
|  |                                                               |  |  |  |  |  |  |  |  |  |  |  |  |  |  |  |
|  |                                                               |  |  |  |  |  |  |  |  |  |  |  |  |  |  |  |
|  | 27. Princesa Matilde de Schönburg-Waldenburg                  |  |  |  |  |  |  |  |  |  |  |  |  |  |  |  |
|  |                                                               |  |  |  |  |  |  |  |  |  |  |  |  |  |  |  |
|  |                                                               |  |  |  |  |  |  |  |  |  |  |  |  |  |  |  |
|  | 3. Reina Juliana de los Países Bajos                          |  |  |  |  |  |  |  |  |  |  |  |  |  |  |  |
|  |                                                               |  |  |  |  |  |  |  |  |  |  |  |  |  |  |  |
|  |                                                               |  |  |  |  |  |  |  |  |  |  |  |  |  |  |  |
|  | 28. Rey Guillermo II de los Países Bajos                      |  |  |  |  |  |  |  |  |  |  |  |  |  |  |  |
|  |                                                               |  |  |  |  |  |  |  |  |  |  |  |  |  |  |  |
|  |                                                               |  |  |  |  |  |  |  |  |  |  |  |  |  |  |  |
|  | 14. Rey Guillermo III los Países Bajos                        |  |  |  |  |  |  |  |  |  |  |  |  |  |  |  |
|  |                                                               |  |  |  |  |  |  |  |  |  |  |  |  |  |  |  |
|  |                                                               |  |  |  |  |  |  |  |  |  |  |  |  |  |  |  |
|  | 29. Gran Duquesa Ana Pávlovna de Rusia                        |  |  |  |  |  |  |  |  |  |  |  |  |  |  |  |
|  |                                                               |  |  |  |  |  |  |  |  |  |  |  |  |  |  |  |
|  |                                                               |  |  |  |  |  |  |  |  |  |  |  |  |  |  |  |
|  | 7. Reina Guillermina de los Países Bajos                      |  |  |  |  |  |  |  |  |  |  |  |  |  |  |  |
|  |                                                               |  |  |  |  |  |  |  |  |  |  |  |  |  |  |  |
|  |                                                               |  |  |  |  |  |  |  |  |  |  |  |  |  |  |  |
|  | 30. Príncipe Jorge Víctor de Waldeck-Pyrmont                  |  |  |  |  |  |  |  |  |  |  |  |  |  |  |  |
|  |                                                               |  |  |  |  |  |  |  |  |  |  |  |  |  |  |  |
|  |                                                               |  |  |  |  |  |  |  |  |  |  |  |  |  |  |  |
|  | 15. Princesa Emma Guillermina de Waldeck y Pyrmont            |  |  |  |  |  |  |  |  |  |  |  |  |  |  |  |
|  |                                                               |  |  |  |  |  |  |  |  |  |  |  |  |  |  |  |
|  |                                                               |  |  |  |  |  |  |  |  |  |  |  |  |  |  |  |
|  | 31. Princesa Elena Guillermina de Nassau                      |  |  |  |  |  |  |  |  |  |  |  |  |  |  |  |
|  |                                                               |  |  |  |  |  |  |  |  |  |  |  |  |  |  |  |
|  |                                                               |  |  |  |  |  |  |  |  |  |  |  |  |  |  |  |